# ولد وبنت والشيطان (فلم)
ولد وبنت والشيطان هو فيلم دراما مصري من إخراج وإنتاج وبطولة حسن يوسف. شارك في بطولة الفيلم نجلاء فتحي، بريجيت هارير، بليغ حبشي، نعيمة وصفي وعبد البديع العربي، صدر الفيلم في 27 ديسمبر 1971.
الفيلم هو أول فيلم يخرجه حسن يوسف.

## نبذة
تحكي فايزة عن مأساة عادل وأمثاله من الشباب، فهو يحلم بالسفر، يصل إلى أوروبا، ويستقر في ميونخ، حيث قوانين العمل الصارمة، يلتقى بمونيكا عاملة الجنس، يواجه عادل في علاقته معها صراعات جديدة عليه، ويواجه المشاكل بعد أن كان يتصور أنه متحرر ويكتشف أن المشكلة تكمن في ذاته، وليس في وطنه.

## طاقم العمل
- حسن يوسف بدور عادل
- نجلاء فتحي بدور فايزة
- بريجيت هاربر بدور مونيكا
- بليغ حبشي بدور محمود
- نعيمة وصفي بدور والدة عادل
- عبد البديع العربي بدور محمد والد فايزة
- سمير غانم بدور سمير [3]
- نور الشريف (ضيف شرف)
- صلاح قابيل (ضيف شرف)

## وصلات خارجية
- مقالات تستعمل روابط فنية بلا صلة مع ويكي بيانات